# چندجمله‌ای‌های زرنیک

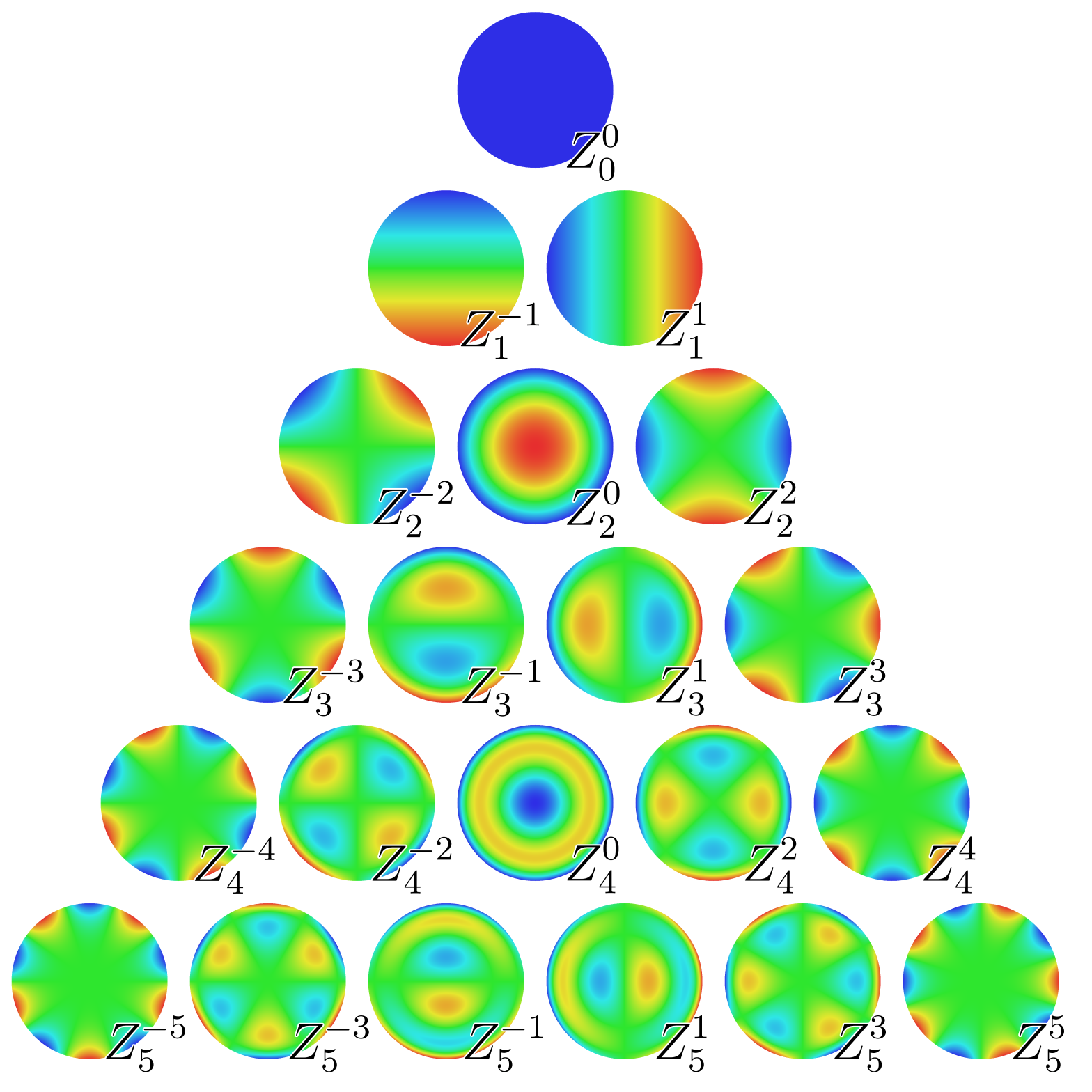
اولین ۲۱ چندجمله‌ای زرنیک که از نظر درجه شعاعی به صورت عمودی و از نظر درجه آزیموت به طور افقی مرتب شده‌اند.

در ریاضیات، چندجمله‌ای های زرنیک یک دنباله از چندجمله‌ای‌ها هستند که روی دایره واحد متعامد هستند. نام آنها از نام فیزیکدان نورشناسی (اپتیک) فریتسزرنیک برنده جایزه نوبل ۱۹۵۳ در فیزیک و مخترع میکروسکوپی فاز-کنتراست گرفته شده است. این چندجمله ای‌ها نقش مهمی در اپتیک پرتو دارند.

## تعاریف
چندجمله ای‌های زرنیک مرتبه زوج به صورت زیر تعریف می‌شوند.
{\displaystyle Z_{n}^{m}(\rho ,\varphi )=R_{n}^{m}(\rho )\,\cos(m\,\varphi )\!}
و همچنین برای مرتبه فرد به این شکل تعریف می‌شوند.
{\displaystyle Z_{n}^{-m}(\rho ,\varphi )=R_{n}^{m}(\rho )\,\sin(m\,\varphi ),\!}
که در آن m و n اعداد صحیح نامنفی هستند و n ≥ m و  φ زاویه ازیموت، ρ فاصله شعاعی است که فاصله شعاعی {\displaystyle 0\leq \rho \leq 1} و Rmn چندجمله ای‌های شعاعی هستند که در زیر تعریف می‌شوند. چندجمله ای‌های زرنیک محدود به محدوده -۱ تا +۱ هستند یعنی {\displaystyle |Z_{n}^{m}(\rho ,\varphi )|\leq 1} . چندجمله ای‌های شعاعی Rmn به صورت زیر تعریف می‌شوند.
{\displaystyle R_{n}^{m}(\rho )=\sum _{k=0}^{\tfrac {n-m}{2}}{\frac {(-1)^{k}\,(n-k)!}{k!\left({\tfrac {n+m}{2}}-k\right)!\left({\tfrac {n-m}{2}}-k\right)!}}\;\rho ^{n-2\,k}}
وقتی n-m زوج باشد و برابر صفرند وقتی که n-m فرد باشد.